# Marcus Guttmann
Marcus Guttmann (* 9. Juli 1991 in Wien) ist ein österreichischer Volleyball-Nationalspieler.
Guttmann versuchte sich zunächst im Basketball, ehe er 2002 beim Volleyball landete. Mit den hotVolleys holte der großgewachsene Außenangreifer, der bereits im Alter von 15 Jahren die Zwei-Meter-Marke knackte, zahlreiche Meistertitel im Jugendbereich. In der Saison 2007/08 feierte Guttmann sein Debüt in der Kampfmannschaft der hotVolleys, die in derselben Saison den österreichischen Meistertitel einfuhr. 2008 ging der Wiener nach Amstetten zur SG VCA Hypo Niederösterreich, mit der er 2011 den Cupsieg holte. Mit dem Nationalteam nahm Guttmann an der Heim-Europameisterschaft 2011 in Österreich und Tschechien teil und schied nach drei Runden in der Vorrunde aus. 2012 wechselte Guttmann in die „Serie A1 Volleyball“, die prestigeträchtige erste italienische Liga, zu VC Altotevere San Giustino.